# Tanque Salinas
De Tanque Salinas was een Mexicaanse tank uit 1917. Slechts één exemplaar is geproduceerd. Het ontwerp was gebaseerd op de Britse Mk. I tank.

## Voorgeschiedenis
Tijdens de Mexicaanse revolutie (1910-1921) werden er enkele pantservoertuigen ontworpen en gebouwd. Eén van die voertuigen was de Tanque Salinas (TNCA Salinas). Het idee kwam van Alberto Salinas Carranza, een neef van Venustiano Carranza, en hij was overduidelijk beïnvloed door de Britse Mark I tank. Dat is merkwaardig, omdat de Mark I was ontworpen om goed te functioneren in een loopgravenoorlog, terwijl daarvan in Mexico geen sprake was. De tank was bedoeld voor het constitutionalistische leger. Het prototype werd gebouwd door de vliegtuigfabrikant Talleres Nacionales de Construcciones Aeronáuticas (TNCA), gevestigd in Mexico-Stad. Deze fabriek produceerde in principe alleen kleine aantallen vliegtuigen en beschikte over moderne technieken en gereedschap. De productie van de tank nam flink wat tijd in beslag.

## Beschrijving
Gedetailleerde beschrijvingen of ontwerptekeningen zijn nog nooit openbaar gemaakt of misschien vernietigd. Het enige wat er nog aan de tank herinnert zijn drie foto's. Aan de hand van die foto's zijn wel enkele details vast te stellen.
Het chassis maakte gebruik van kleine dubbele wielen en rollen waarover de rupsband werd geleid. Het voertuig had achterwielaandrijving. Het chassis leek erg veel op dat van de Mark I. Opvallend was dat het kanon in een schuine frontplaat was geïnstalleerd, zoals bij de St-Chamond en de twee machinegeweren in kleine uitstulpingen zoals bij de Mark female tanks. Het kanon had een kaliber van 47mm. Officieel werd dit kanon alleen gebruikt door de marine en was redelijk nauwkeurig. Boven op de tank was een verhoogd dak waar plaats was voor de bestuurder en de commandant. De complete bemanning bestond uit minstens zes personen.
De motor werd waarschijnlijk aangedreven door benzine en zal een kracht hebben gehad van minstens 80 pk.

## Operationele geschiedenis
Enkele bronnen melden dat er meerdere tanks zijn gebouwd, maar dit valt te betwijfelen als de economische situatie van Mexico in ogenschouw wordt genomen. Daarnaast zijn er van andere versies ook geen foto's bekend. Ook wordt er regelmatig gesuggereerd dat de tank daadwerkelijk in actie is geweest, maar daar kan geen enkele bron duidelijkheid over scheppen.
Het is zeker dat de tank gestationeerd was op de luchtmachtbasis in Balbuene en waarschijnlijk is hij daar ook altijd geweest. Uiteindelijk is hij op dezelfde basis ingezet als wachthuis. In de jaren 1930 is de tank gesloopt toen er moderne tanks werden geïmporteerd vanuit de Verenigde Staten.